# 上海公共交通卡
上海公共交通卡（交通一卡通），是上海市人民政府的一项实事工程，其目标是覆盖全上海的各类交通系统（公交、轨道交通、出租車、轮渡以及磁悬浮列车），上海也是首个使用智能卡覆盖全市交通领域的中国大陆城市。
上海公共交通卡由上海公共交通卡股份有限公司发行，该公司为上海久事集团的子公司。

## 历史概况
1998年9月25日，中共上海市委、上海市人民政府会议决定将建设金融IC卡、城市交通IC卡、市民保障IC卡“一卡通”工程项目。1999年12月27日，上海东方交通卡股份有限公司推出上海公共交通卡，率先在地铁一号线、11条公交线路以及一个轮渡口试运行；2000年4月开始在出租车中投入使用；2000年11月覆盖到了地铁二号线。
目前，交通卡的基本目标已经实现，正在向更深层次发展。除了公共交通行业外，上海公共交通卡又拓展到了货运出租、停车场、高速公路收费、小区门禁、公用事业收费、汽车加油等领域，并正在开发其他系统。购买上海公共交通卡的用户，还可以在智买道网站注册，参与积分优惠活动。

## 发行种类
上海公共交通卡发行的卡种如下（包括已停止发行）：
- 普通卡（目前正在发行的为红色版普通卡（2020年6月底推出[6]，全国交通一卡通互联互通和全国城市一卡通互联互通双标准）、紫色版普通卡（2012年7月16日推出[7]，全国城市一卡通互联互通标准），曾推出有绿色（1999年首次发行）、黄色（2005年首次发行）、红色（2007年首次发行）、蓝色（2008年首次发行）版普通卡，现均已停售）：购卡时需付20元押金（2007年年底之前为30元），绿色和黄色卡在首次出售时为30元押金，但如果在回收后于2007年底之后再度出售，会印上￥20字样，并以20元押金出售。
- 纪念卡：通常于特别节日、事件或其他情况限量发行，无押金，卡片售出后不能退换。
- 异型卡：即外形为非卡片形状的交通卡，一样为限量发行，无押金，卡片售出后不能退换。
- 手表卡：外形为手表形状的交通卡，可佩带在手上[8]。
- 银行联名卡：与银行合作发行，如交通银行的“太平洋·交通一卡通”联名卡、招商银行的“上海交通IC联名普卡”、上海农商银行的工会卡、建设银行的“长三角畅行龙卡”[9][10][11]。
- 保通卡：与中国太平洋保险联合推出，限70岁以上长者使用（需每月缴纳保费）。凭卡在非高峰时段无限次乘坐上海公共交通，包括除行驶高速公路线路（实行“一人一座”，不允许乘客车厢内站立）、机场线、旅游线及磁浮线外的公交和轨道交通线路[12]。该卡的前身为社会保障卡—敬老卡[13]。
- 手环交通卡：2015年11月24日与凤凰云科技（北京）有限公司共同推出，除提供交通卡刷卡功能外，还可进行运动记录、睡眠检测、时间显示等[14]。
- 手机交通卡；指利用手机的内置安全芯片，将交通卡功能集成到具有NFC功能的智能手机上，用户只需凭智能手机即可完成刷卡消费操作。使用手机交通卡，用户需要持有具有NFC功能，且为指定型号的智能手机（支持iOS和Android系统），并开通交通卡功能。上海地区中国移动、中国联通、中国电信用户可到指定营业门店申请换领具备交通卡功能的SIM卡，然后在对应的和包支付、沃支付、翼支付客户端上开通交通卡功能；另外用户还可通过指定型号的Android系统手机进入华为钱包、小米钱包、三星智付客户端，iPhone和Apple Watch用户进入Apple 或上海公交卡 App 自助开通虚拟卡[註 1][15][16]。早期还推出2.4G手机钱包卡（技术不同），目前现已停止使用[17]。
- 手机乘车码：为交通卡公司与腾讯、支付宝、中国银联合作推出的乘车码，乘客无须下载客户端和提前充值，使用微信的用户可通过微信小程序搜索“腾讯乘车码”，使用支付宝的用户搜索“上海公交”，使用银联云闪付的用户点击乘车码（需切换城市至“上海”），开通“上海公共交通乘车码”功能，开通后乘车码会自动加入对应软件的卡包内。乘车时乘客仅需打开乘车码即可支付车资，可“先乘车，后付费”，同时享受公交换乘优惠。其中微信乘车码于2018年6月推出，而支付宝乘车码则于2018年11月推出，后于同年12月开通云闪付乘车码[18][19][20]。此外，中国建设银行、中国工商银行亦与上海公共交通卡合作推出乘车码产品。目前，上海交通卡APP、云闪付乘车码、微信乘车码和支付宝支持乘坐上海公交与上海地铁，并享受公交和地铁之间的换乘优惠。

此外，上海都市旅游卡也兼具交通卡功能，使用领域和优惠政策同交通卡。

### 押金及透支
当卡内金额为正数但小于应付金额时，可透支一次（目前仅限于上海市内的公交、地铁、轻轨、轮渡，最高可透支8元）。当卡内金额为非正数时，需及时充资，方可继续使用。如果卡发生了问题，可至退卡点解决。

## 购卡与充值

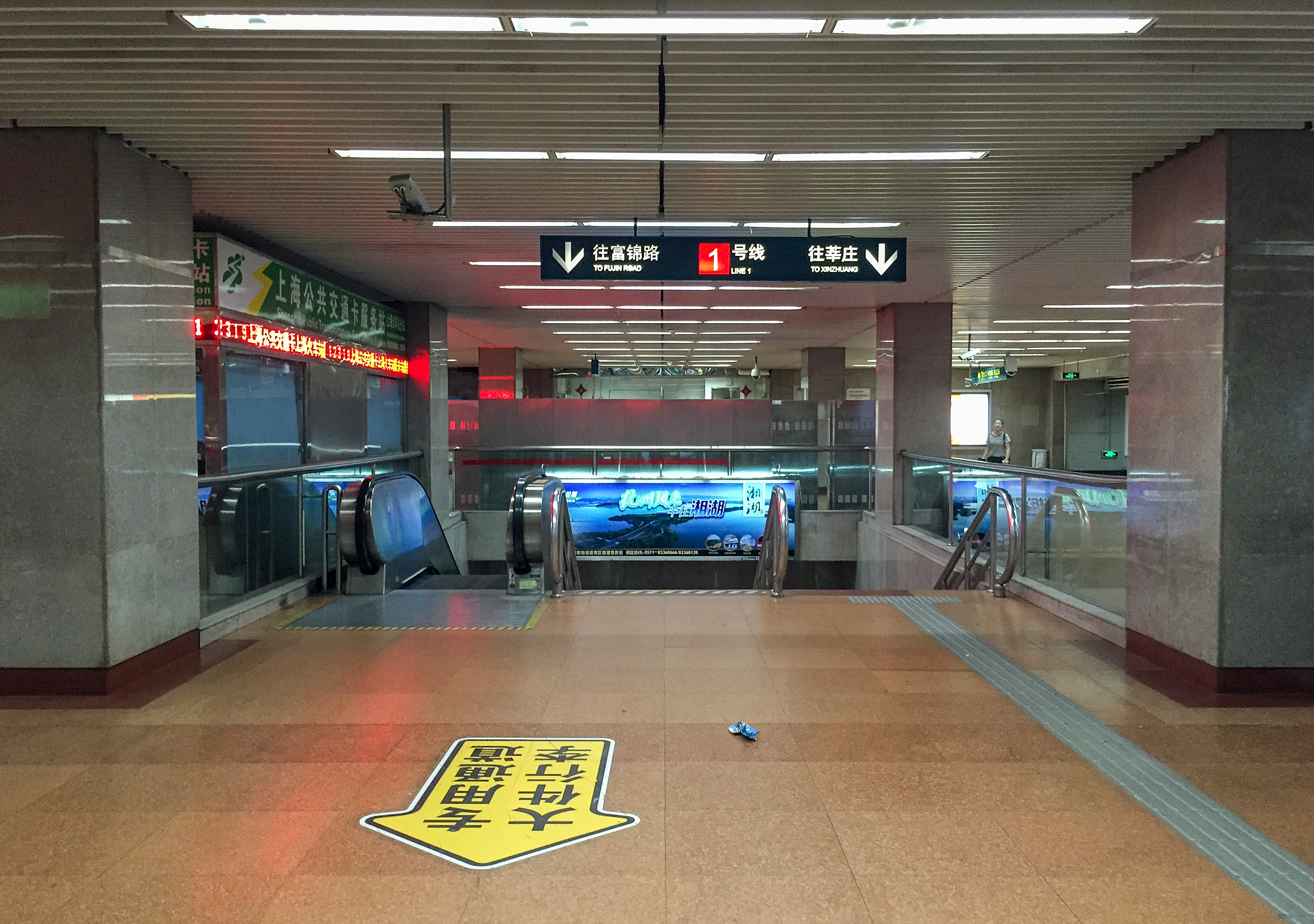
位于地铁上海火车站站的交通卡服务站（图左侧）

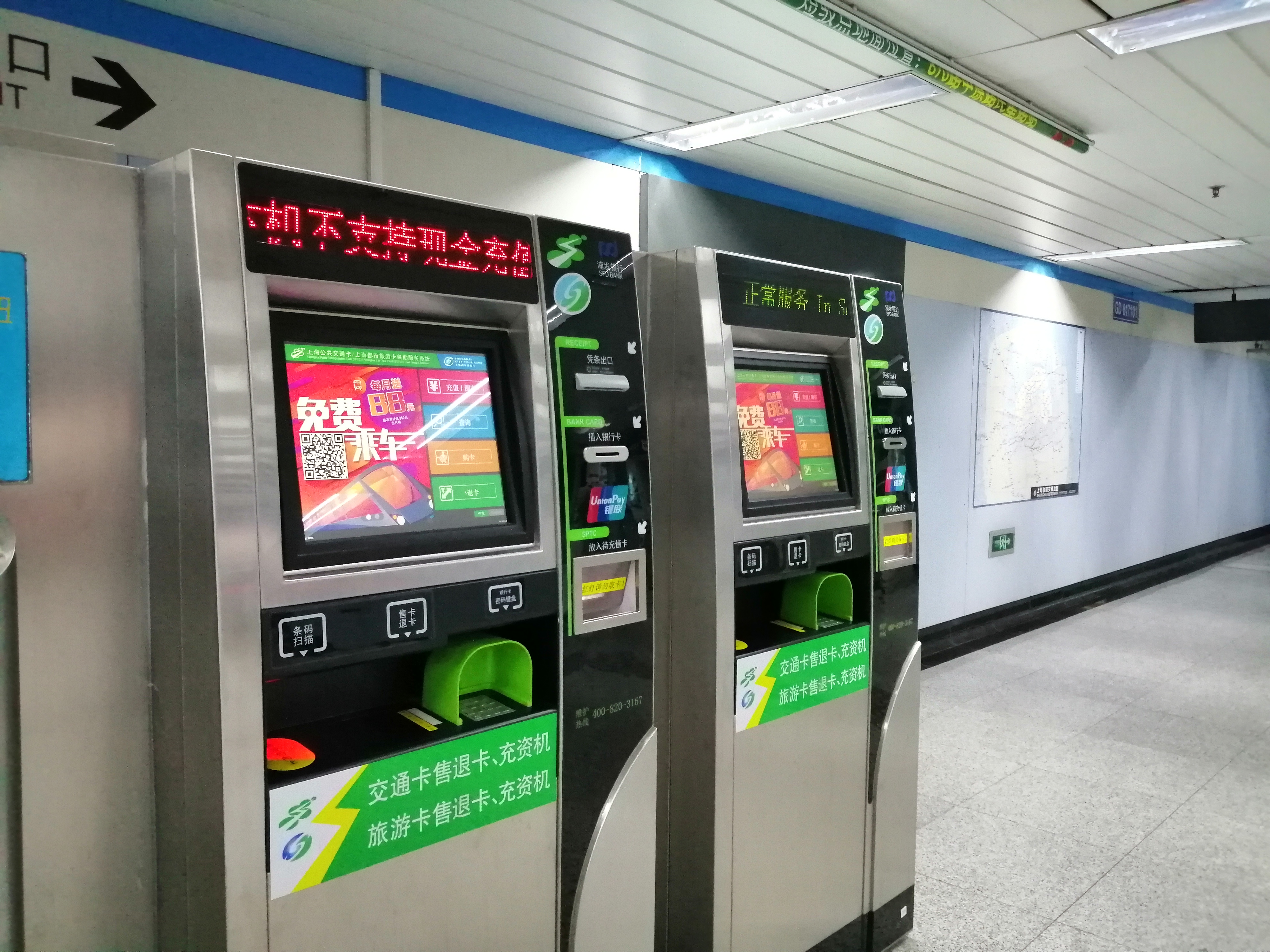
交通卡自助充值机

目前上海公共交通卡可在九江路服务中心、陆家浜路服务中心、17个在上海地铁枢纽站的自营人工服务网点提供全业务人工服务。另外在地铁227个车站的客服中心、全市好德、可的、良友等1300余家便利店、中国邮政500余个服务网点、大部分浦发银行网点以及部分公交公司、出租汽车公司和轮渡站点等设有代理人工服务网点，提供交通卡现金售卡、充值业务的人工服务。2018年1月25日，上海各来伊份门店正式提供交通卡购卡、充值业务。
2016年12月25日，上海地铁全网络100余座车站新增公共交通卡自助充值机155台，原有的客服中心人工购卡和充值服务也随之取消，涉及站点包括彭浦新村、浦东大道、上海儿童医学中心、老西门、邮电新村、三林东、惠南东等大型居住区和大客流站点。不过自助充值机仅支持银行卡和支付宝（此后新增微信支付）付款，因而遭到部分市民（尤其是对自助充值渠道不熟悉的中老年人）的不满，上海市人大代表史秋琴更因此事提出书面意见。为此，上海公共交通卡公司表示，将组织技术力量，积极优化自助服务设备的操作界面和操作流程，不断提升用户体验，并在地铁站点发放操作手册，提供相关的服务指南，做好市民的宣传引导。2017年12月，经交通卡公司、申通地铁集团共同协商，上海地铁恢复50个车站的交通卡人工服务。
2018年3月29日，Apple宣布Apple Pay支持上海交通卡，大多数iPhone及Apple Watch用户可直接在钱包app中开通上海公共交通卡虚拟卡并充资。
2018年6月15日，上海久事集团宣布与腾讯公司达成战略合作，“上海公共交通乘车码”服务正式上线，乘客可通过微信小程序扫描乘车码搭乘公交车，并可享受公交换乘优惠。上线当日共有2000辆公交车可使用扫码乘车服务，覆盖徐家汇，静安，陆家嘴以及嘉定等区域的近100多条线路。预计到6月30日，上海地区支持扫码乘车服务的公交车将增加至5800辆，至10月底中国国际进口博览会开幕前，可完成上海市公交车辆的全覆盖。此前在2017年12月28日，上海交通卡公司在71路支线上首次试点交通卡乘车二维码支付。

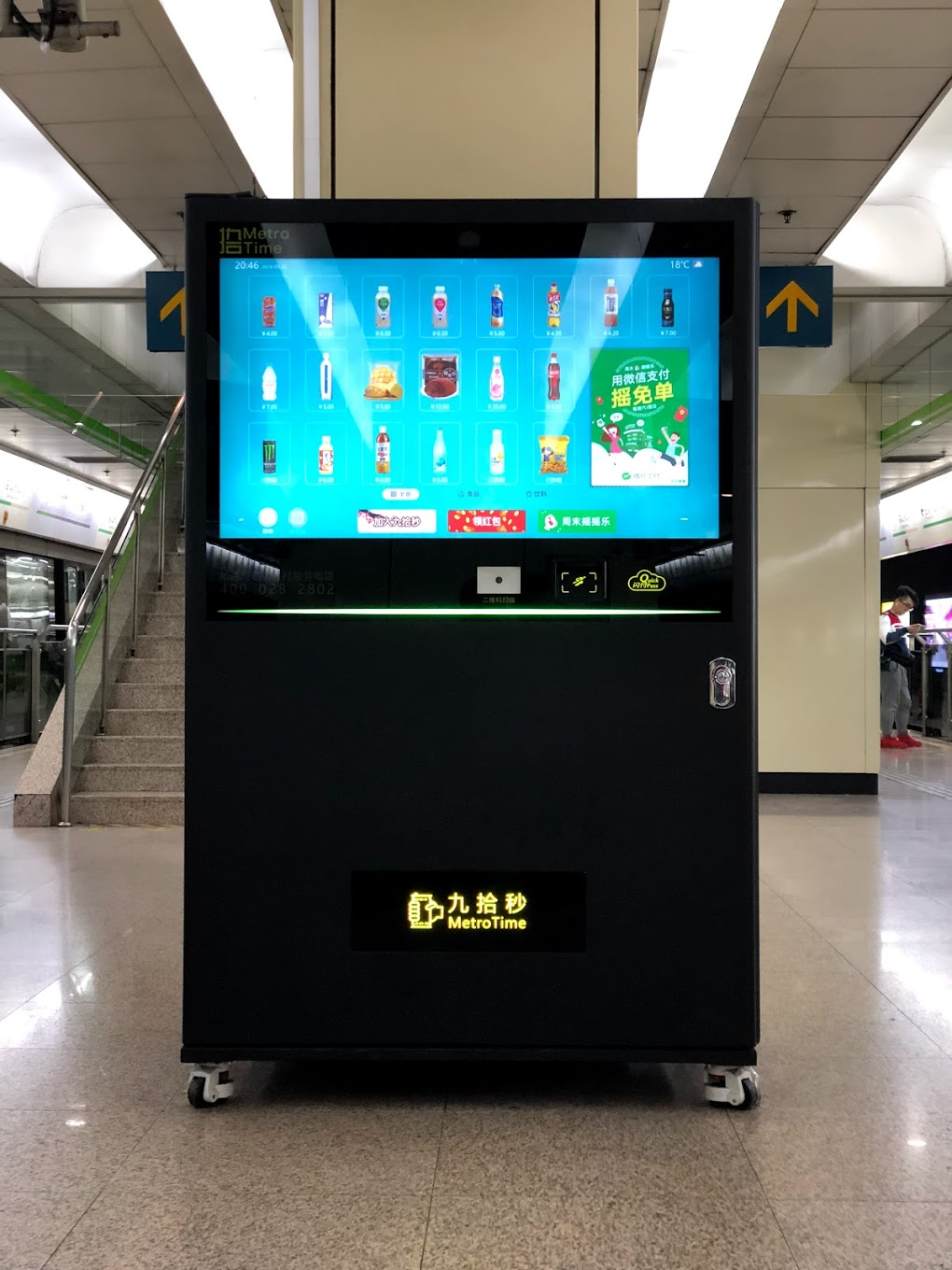
可以使用上海公交卡和银联云闪付的自动售货机

除自助充值机外，用户还可通过“上海交通卡”手机App直接为Apple Pay虚拟卡充资，或为实体卡直接充资、购买充值券及支付宝客户端（位于“城市服务（上海）”栏目）为交通卡充值。

## 优惠政策
- 上海公交：在乘坐公交或轨道交通刷卡后120分钟内换乘公交，以及乘坐公交后120分钟内乘坐轨道交通或松江有轨电车的，优惠1元（在公交车读卡器刷交通卡，且享受换乘优惠时，会发出“滴滴”声，反之为“滴”声）；但轨道交通换乘轨道交通和磁浮线、旅游线、机场线以及部分社区巴士不参与优惠。公交换乘轨道交通，以轨道交通进站时间判断，轨道交通换乘公交，以轨道交通出站时间判断。自2022年12月3日，随申码、乘车码实现对上海公交、地铁、轮渡的全覆盖，乘客可享受轨道交通与公交之间的优惠[29]。2023年3月开始，微信和支付宝也支持公交和轨道交通之间的换乘优惠。
- 上海轨道交通（参见上海地铁车票与票价#优惠）：当月轨道交通消费满70元，该笔消费和当月剩余时间乘坐轨道交通享受9折优惠；如果符合公交换乘优惠条件，可以叠加享受，叠加程序为先优惠1元，再将优惠后的价格打9折。此外，在上海火车站站、虹桥2号航站楼站、南京西路站、长清路站、娄山关路站、曹杨路站等出站换乘站30分钟内换乘时可以享受连续计费。[30]
- 上海轮渡：在一个日历月内，以60次为周期，后40次8折优惠，即第1-20次原价，第21-60次8折优惠，第61-80次原价，第81-120次8折优惠；乘坐空调船时次数累计，但不能享受优惠。此外在同一天內，從第二次起乘坐空調輪渡優惠一元。
- 上海磁浮示范运营线：使用公共交通卡乘坐磁浮列车享受普通舱40元的优惠票价。
- P+R停车换乘：在下列地铁车站的公共换乘停车场（库），每日5时30分至23时30分内停放车辆，且卡内显示有当日停放车辆期间换乘轨道交通的记录，即可享受每次5-10元的停车收费优惠：锦江乐园、淞虹路、汶水路、大场镇、沈杜公路站、松江大学城站[31][32]。

## 城际通用

### 城市一卡通互联互通
根据全国城市一卡通互联互通，凡是交通卡上有City Union标识，即表示此卡可在中国其他加入住建部一卡通互联互通工程的城市使用。所有紫色上海公共交通卡，以及U开头的11位纪念卡（即第二代CPU卡）皆符合一卡通互联互通工程标准，理论上可在数十个其他城市使用。但目前实际上仅可在长三角部分城市使用。
2002年10月1日，上海公共交通卡与无锡太湖交通卡正式联网，从而使上海、无锡成为中国第一批公共交通卡城际互联的城市。自2017年5月1日起，上海全面关闭对原有无锡交通卡互联互通的应用支持，无锡市民如需继续在上海刷卡乘车的，可选择购买新上海互通卡（太湖交通卡B卡）。
2003年4月，上海公共交通卡可以在杭州出租车上使用；2003年10月，上海公共交通卡和无锡太湖交通卡可以在苏州使用；2009年，经过改造后的上海交通卡收费系统已可以兼容符合建设部最新标准的非接触式CPU卡；2009年11月，上海公共交通卡可在大丰的出租车上使用，同时在大丰推出上海公共交通卡大丰卡，使用范围基本等同于上海公共交通卡。
2012年7月，上海公交卡公司宣布，新发行的紫色普通卡和以U开头的11位纪念卡为CPU卡，可在建设部互联互通协议的宁波、绍兴、湖州、台州与常熟等地使用，但不能在现有第一代逻辑加密卡互通城市使用，而现有卡也不能在第二代CPU卡城市使用。
2012年7月27日，全国城市一卡通互联互通开通仪式在绍兴举行，首批互通城市为上海、宁波、绍兴、湖州、台州、常熟、兰州和白银，但其中不少城市都需要换成新的CPU卡才支持互通（如上海的紫色卡，绍兴的互联互通卡、宁波的CPU卡等）。

#### 异地使用说明
- 过渡卡：蓝色交通卡及以字母"C"开头的纪念卡和异型卡。仅限上海和昆山使用。
- 第一代逻辑加密卡（M1卡）：绿色、黄色和红色交通卡，卡号直接以数字开头的纪念交通卡、异形交通卡，已停售。2018年12月31日及以前，可以在无锡、昆山、常熟、阜阳、苏州（公交）、杭州（部分出租汽车）、南宁（海博出租汽车）、大丰（出租汽车）、舟山使用，但不能在新开通的采用CPU卡技术的互通城市中使用；2019年1月1日开始，交通卡公司只承诺保留苏州的单向互通，与其他城市的逻辑加密卡互通将全部关闭[36]。为避免两种互联互通模式（CPU卡和M1卡）对城市通卡管理的影响，已不能在淮南使用。此外，无锡、淮南、阜阳的M1卡自2017年6月30日起停止在沪使用。[37]
- 第二代CPU卡：紫色交通卡、11位卡号以字母“U”开头的纪念交通卡、异形交通卡。可以在太仓（公交）、金华（公交）、宜兴（公交）、宁波（公交）、绍兴（公交）、湖州（公交）、台州（公交）、常熟（公交）、昆山（公交）、江阴（公交）、淮安（公交）、启东、无锡（公交）、南通（公交）、泰州（公交）、长兴（公交）、舟山（公交）、嘉兴（公交）、义乌（公交）、温州（公交、轮渡）使用。[38]。
- 第三代CPU卡：红色交通卡、19位卡面且卡面带有“交通联合”标志的纪念交通卡、异型交通卡。可以在全国336个地级及以上城市（含5个示范区）和香港、澳门特别行政区使用。[39]

目前第一代逻辑加密卡不能异地充资，第二代、第三代CPU卡均可在含有NFC模块的手机上使用“上海交通卡”APP充值。请注意在异地使用前确保卡内有足够多的金额。
第一代卡互通城市中，除苏州卡不能在各互通城市使用、昆山卡只能在上海使用外，其余均为双向互通。
第二代卡互通城市均为双向互通，但部分城市需要使用新发行的卡（如上海的紫色卡、宁波、绍兴的互联互通卡等）才能在互通城市使用。

#### 用卡范围

公交车上“交通一卡通，潇洒一挥”标志（老标志）

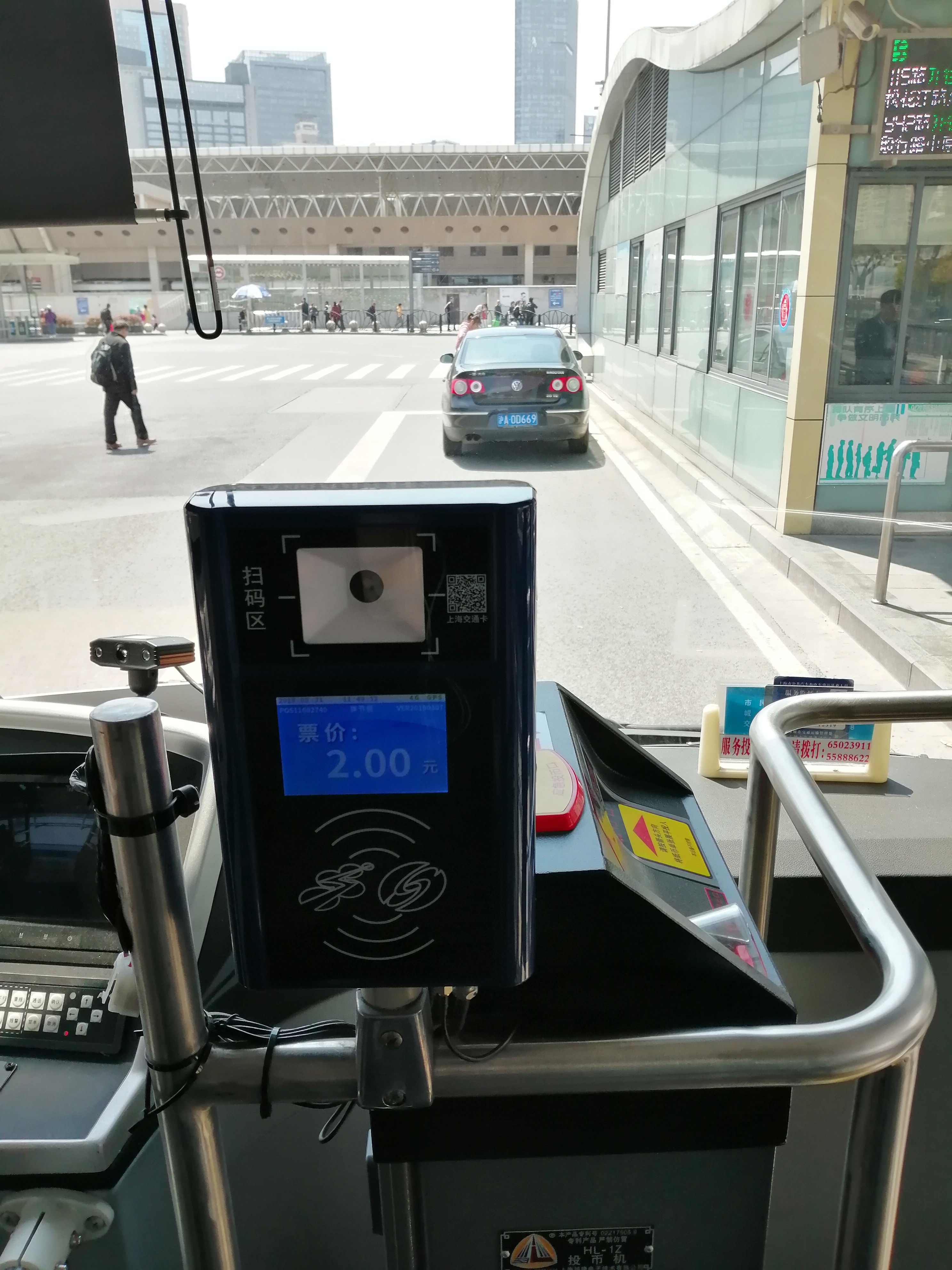
装有二维码扫描区的新式公交车刷卡器

- 上海使用范围：所有标有“可使用公共交通卡”的标志的地方，包含上海市所有的公交线路、轨道交通、出租车（含货运出租车）、轮渡，以及上海市内的高速公路收费站。一部分的停车场和极少数的长途客运线路、停车场、加油站也可以使用上海交通卡，成为一种示范效应。部分上海轨道交通站点内自动售货机也可使用。可在上海使用的异地卡执行上海相关票价政策，但不能享受换乘优惠。
- 无锡使用范围：除地铁外，所有标有“可使用无锡太湖交通卡”标志的地方——详见公交详细列表（其中标明可使用公交卡的线路）。可在无锡使用的异地卡按无锡票价政策全价扣费，无锡本地卡为6折。
- 苏州使用范围：所有标有住建部City Union标志或“可使用苏州市民卡”标志的公交车——详见苏州市民卡。可在苏州使用的异地卡按苏州票价政策执行九折优惠（苏州本地卡为6折）。但只限于公交领域，不能在其他苏州市民卡特约商户消费刷卡，也不能在地铁、有轨电车及出租车上使用。
- 杭州使用范围：杭州大众、中北等公司的部分出租车。
- 南宁使用范围：广西南宁海博部分出租。
- 阜阳使用范围：可使用“阜阳颍州通卡”的公交车。执行当地票价政策（九折优惠）。
- 常熟使用范围：可使用“常熟通卡”的公交车。执行当地票价政策（是否打折情况不明）。
- 昆山使用范围：可使用“昆山市民卡”的公交车——详见已开通线路（页面存档备份，存于）。执行当地票价政策（异地卡九五折优惠）。
- 大丰使用范围：大丰的出租车。
- 太仓使用范围：可使用“太仓公共交通卡”的公交车。执行当地票价政策（是否打折情况不明）。
- 除杭州、苏州卡不能在上海使用外，其他互通城市的公交IC卡或类似交通卡均可在上海使用，但必须保证非月票帐户有足够余额。此外，上海极少数线路已试行安装新的POS机，可兼容杭州和南京的公交卡，但其他城市仍然没有相应的动作。
- 第二代卡互通城市中一般公交车都可以使用，其他领域详见当地政策。

### 全国交通一卡通互联互通
2019年1月1日开始，全国所有带有“交通联合”标识的卡（含先前发行的“申城通”卡）将可在上海所有受理上海公共交通卡的公交汽电车上使用。同时，于2019年9月28日，在陆家浜路服务中心正式发行第一款非试运行的交通联合版上海公共交通卡。2019年12月26日，上海公共交通卡公司推出交通联合首发纪念试运行卡，此卡不记名不挂失，同时享受上海公交换乘优惠。2020年1月1日起，全国所有带有“交通联合”标志的公共交通卡可在上海公交、地铁、轮渡上使用，但不能在上海充值和享受换乘优惠。并于2020年6月底发布交联版普通卡。
2021年5月10日，上海公共交通卡公司在Apple Pay上线全国交联版上海交通卡，但是，在Apple Pay开通的“上海交通卡·全国交联版“仅可在上海市域内的公交、地铁（含有轨电车）、轮渡、磁悬浮、金山铁路、P+R停车场、加油站使用，不可在出租车及高速公路上使用。
2023年6月20日开始，松江有轨电车完成了对进出站闸机的改造，开始支持使用上海公共交通乘车码（包括上海交通卡App、微信、支付宝、随申码）、Apple Pay的上海交通卡·全国交联版和异地带有“交通联合”标志的交通卡乘车。

## 近年发展
2015年8月18日，上海市交通委主任孙建平在2015上海—台北城市论坛上宣布，上海与台北签署交通电子票证技术交流合作备忘录，将探索上海公共交通卡与悠游卡实现互通，并进一步拓展上海交通卡使用范围和领域。一旦实现互通，上海公共交通卡可在台湾使用，而台湾民众到上海也可以用悠游卡在上海刷卡乘车、消费。
2019年4月26日，久事集团旗下上海公共交通卡公司邀请江苏省和南京、杭州、苏州、无锡、南通、马鞍山、宁波、绍兴、嘉兴、温州、湖州、台州等 12 个城市的市民卡、交通卡公司研讨发行交通运输部统一技术标准的实体卡和虚拟卡产品，实现“畅游长三角”的目标。